# NK Pomorac Kostrena
Nogometni klub Pomorac Kostrena byl chorvatský fotbalový klub sídlící ve městě Kostrena. Klub byl založen v roce 1921, zanikl v roce 2014 kvůli finančním problémům.

## Poslední soupiska
Aktuální k 20. srpna 2014
| Číslo |            | Pozice | Hráč              |
| ----- | ---------- | ------ | ----------------- |
| 1     | Chorvatsko | B      | Matia Torbarina   |
| 2     | Chorvatsko | Z      | Josip Rudan       |
| 3     | Chorvatsko | O      | Sebastijan Antić  |
| 4     | Chorvatsko | O      | Antonio Načinović |
| 5     | Chorvatsko | Z      | Neven Čuturilo    |
| 6     | Chorvatsko | Z      | Sanin Muminović   |
| 7     | Chorvatsko | Z      | Luka Bilobrk      |
| 8     | Chorvatsko | Z      | Zvonimir Milić    |
| 10    | Chorvatsko | Ú      | Dražen Pilčić     |
| 11    | Chorvatsko | Ú      | Marko Bjelanović  |
| 12    | Chorvatsko | B      | Borna Magaš       |

| Číslo |            | Pozice | Hráč               |
| ----- | ---------- | ------ | ------------------ |
| 13    | Chorvatsko | O      | Mateo Damiš        |
| 14    | Černá Hora | Ú      | Božidar Janjušević |
| 15    | Chorvatsko | Z      | Matija Petrović    |
| 16    | Chorvatsko | O      | Mario Kurilić      |
| 17    | Chorvatsko | Z      | Ivan Matošević     |
| 18    | Chorvatsko | Ú      | Gordan Jovanović   |
| 19    | Chorvatsko | Ú      | Antonio Mance      |
| 20    | Chorvatsko | Ú      | Muhamed Nuredini   |
| 21    | Chorvatsko | O      | Marin Grujević     |
| 22    | Chorvatsko | O      | Boris Bjelkanović  |

## Umístění v jednotlivých sezonách
| Sezóny  | Liga                          | Úroveň | Z  | V  | R  | P  | VG | OG | +/- | B  | Pozice |
| ------- | ----------------------------- | ------ | -- | -- | -- | -- | -- | -- | --- | -- | ------ |
| 2009/10 | Druga hrvatska nogometna liga | 2      | 26 | 14 | 5  | 7  | 39 | 22 | +17 | 47 | 2.     |
| 2010/11 | Druga hrvatska nogometna liga | 2      | 30 | 16 | 8  | 6  | 50 | 23 | +27 | 56 | 3.     |
| 2011/12 | Druga hrvatska nogometna liga | 2      | 28 | 18 | 2  | 8  | 63 | 30 | +33 | 56 | 2.     |
| 2012/13 | Druga hrvatska nogometna liga | 2      | 30 | 13 | 7  | 10 | 51 | 39 | +12 | 46 | 7.     |
| 2013/14 | Druga hrvatska nogometna liga | 2      | 33 | 10 | 14 | 9  | 24 | 24 | 0   | 44 | 8.     |